# Lapponiavargen
Lapponiavargen (vargen John), omdebatterad och mediabevakad varg, en varghane som troligen vandrat in österifrån till Norrbotten. Den har ansetts vara det nya genetiska tillskott som behövs för att den inhemska och inavlade svenska vargstammen ska kunna överleva.
Namnet fick den efter att den upptäcktes i slutet av januari 2002 i Stora Sjöfallets nationalpark i naturlandskapet Laponia i Norrbotten.
Den 7 april 2003 tystnade radiosändningen från den märkta vargen, och spekulationer har förts att den fallit offer för tjuvskyttar eller giftåtel i Jokkmokkområdet.